# 노예 계약
노예 계약(奴隸契約)은 보통 인권을 무시하고 대상자를 착취하는 계약이며 대한민국에서 부당한  계약 형태를 은유적으로 말할때에도 쓰인다.

## 개요
1999년 한스밴드가 낸 소송을 계기로 문제가 되기 시작했다. 특히 아이돌에서의 경우가 많다. 계약 기간이 터무니 없이 긴 경우를 뜻하며, 끊임없이 논란이 되고 있다. 몇몇 연예인들은 일정 시간이 지난뒤 소송을 걸어 전속 계약 무효 판결을 받아내기도 하였다.